# Elvira Grudzielski
Elvira Grudzielski (* 21. März 1950 in Rudolstadt) ist eine Thüringer Heimatforscherin.
Nach einer Ausbildung zur Buchhändlerin arbeitet sie in Oberweißbach bis heute in diesem Beruf und engagiert sich seit den frühen 1990er Jahren für die Pflege der Traditionen des früher im Schwarzburger Oberland heimischen und für ganz Deutschland einmaligen Buckelapotheker-Gewerbes. Dabei gingen von ihrem Wirken entscheidende Impulse zur Steigerung der touristischen Attraktivität der Region aus, unter anderem durch die Schaffung des Thüringer Olitätenwanderweges, die Einrichtung eines Olitätenmuseums und durch die Publikation mehrerer Bücher. Als Heimatkundlerin und Botschafterin des Schwarzburger Oberlandes ist sie mehrfach in Rundfunk und Fernsehen aufgetreten.

## Werke
- Rund um den Fröbelturm. Geiger VA, Horb am Neckar 1992, ISBN 3-89264-657-0.
- Mein Thüringer Kräuterland. Arfmann, Suhl 1997, ISBN 3-9804573-4-6.
- Rund um den Fröbelturm II. Geiger VA, Horb am Neckar 2000, ISBN 3-89570-706-6.
- Das Thüringer Kräuterland. Greifen Verlag 2010, ISBN 978-386939-374-2
- Das Thüringer Kräuterland, mit Wildpflanzen u. Rezepten. Burghügel 2011, ISBN 978-3-943509-02-1.
- Wechseljahre zwischen Hauptspeise und Dessert. Burghügel Verlag 2013, ISBN 978-3-943509-13-7
- Gesundheit von der Wiese, Kräuterschätze für Küche & Hausapotheke. Demmler Verlag 2012, ISBN 978-3-910150-95-9.
- Gesundheit aus der Tasse, Heiltees aus Kräutern. Band 6 Rhino Verlag 2015, ISBN 978-3-95560-006-8.
- Die heilende Kraft der Bäume, Anwendung, Wirkung und Mythos. Demmler Verlag 2014, ISBN 978-3-944102-01-6
- Sinnliche Rezepte für schöne Stunden, Verführerische Früchte, Gemüse, Kräuter &Gewürze. Demmler Verlag 2014, ISBN 978-3944102047
- Das kleine Waldbeerenbuch. Band 42 Rhino Verlag 2015, ISBN 978-3-95560-042-6
- Heil- und Kräuterschnäpse. Band 36 (Rhino Verlag 2015 Westentaschen-Bibliothek), ISBN 978-3-95560-036-5